# Burson-Marsteller
Burson-Marsteller er en amerikanskbaseret PR-virksomhed, der har hovedsæde i New York City og aktiviteter i 83 lande verden over, herunder Danmark. 
Virksomheden blev grundlagt af journalisten Harold Burson og Bill Marsteller i 1953. Visionen var at skabe en global virksomhed, som samtidig havde et solidt lokalkendskab. Kunderne er både private og offentlige organisationer, der har brug for øget opmærksomhed omkring sig eller et bedre omdømme. 
Særligt indenfor krisehåndtering har Burson-Marsteller spillet en stor rolle siden 1980'erne. Blandt andet var det Burson-Marsteller, der rådgav Johnson & Johnson under de to Tylenol-skandaler i 1982 og 1986. Virksomheden er i dag en del af Young & Rubicam, der ejes af WPP Group. 